# 卡尔·路德维希·亨克
| 小行星5 | 1845年12月8日 |
| 小行星6 | 1847年7月1日  |

卡尔·路德维希·亨克（1793年4月8日—1866年9月21日），德国天文学家，共发现了两颗小行星。出生於今勃蘭登堡省德里森，逝於西普魯士馬林韋德
为纪念亨克，小行星2005以其名字命名。